# My Humps
"My Humps" là một bài hát của nhóm nhạc người Mỹ The Black Eyed Peas nằm trong album phòng thu thứ ba của họ, Monkey Business (2005). Nó được phát hành như là đĩa đơn thứ ba trích từ album vào ngày 20 tháng 9 năm 2005 bởi Interscope Records, A&M Records và will.i.am Music Group. Bài hát được viết lời và sản xuất bởi thành viên của nhóm will.i.am, trong đó sử dụng đoạn nhạc mẫu từ bài hát năm 1983 của Sexual Harassment "I Need a Freak" được viết lời bởi David Payton dưới bút danh Lynn Tolliver. Ban đầu được dự định sẽ do The Pussycat Dolls thể hiện cho album phòng thu đầu tay của họ PCD (2005), "My Humps" là một bản dance-pop và hip hop kết hợp với những yếu tố từ electro cũng như được thiết lập như là một bản song ca giữa will.i.am và giọng ca chính Fergie, trong đó mang nội dung đề cập đến một người phụ nữ có một thân hình tuyệt vời và thường sử dụng những lợi thế đó để quyến rũ những người đàn ông giàu có và giúp cô đạt được những mục đích của bản thân.
Sau khi phát hành, "My Humps" đa phần nhận được những phản ứng tiêu cực từ các nhà phê bình âm nhạc, trong đó họ chủ yếu tập trung chỉ trích vào nội dung lời bài hát xáo rỗng và gọi đây là một bản nhạc "xấu hổ", đồng thời so sánh nó với bài hát năm 2003 của Kelis "Milkshake". Tuy nhiên, bài hát đã gặt hái nhiều giải thưởng và để cử tại những lễ trao giải lớn, bao gồm chiến thắng một giải Grammy ở hạng mục Trình diễn song tấu hoặc nhóm nhạc giọng pop xuất sắc nhất tại lễ trao giải thường niên lần thứ 49. "My Humps" cũng tiếp nhận những thành công vượt trội về mặt thương mại, đứng đầu các bảng xếp hạng ở Úc, Ireland và New Zealand, đồng thời lọt vào top 10 ở hầu hết những quốc gia bài hát xuất hiện, bao gồm vươn đến top 5 ở những thị trường lớn như Áo, Bỉ, Đan Mạch, Đức, Hà Lan, Na Uy, Thụy Sĩ và Vương quốc Anh. Tại Hoa Kỳ, nó đạt vị trí thứ ba trên bảng xếp hạng Billboard Hot 100, trở thành đĩa đơn thứ hai trong sự nghiệp của The Black Eyed Peas vươn đến top 5 tại đây.
Video ca nhạc cho "My Humps" được đồng đạo diễn bởi Fatima Robinson và Malik Hassan Sayeed, trong đó bao gồm những cảnh Fergie nhảy với những vũ công và xuất hiện bên cạnh những món đồ đắt tiền được cho là những món quà được nhiều người đàn ông mua cho cô như ví và đồ trang sức, bên cạnh hình ảnh những thành viên còn lại của The Black Eyed Peas hát và rap về số tiền họ đã bỏ ra để chinh phục nữ ca sĩ. Nó đã nhận được hai đề cử tại giải Video âm nhạc của MTV năm 2006 cho Video Hip-Hop xuất sắc nhất và Nhạc chuông của năm, và chiến thắng hạng mục đầu tiên. Kể từ khi phát hành, "My Humps" đã xuất hiện trong một số tác phẩm điện ảnh và truyền hình, bao gồm CSI: Crime Scene Investigation, CSI: NY, Entourage, Hattrick và The Office. Tính đến nay, nó đã bán được hơn 7 triệu bản trên toàn cầu, trở thành một trong những đĩa đơn bán chạy nhất mọi thời đại. Một phiên bản phối lại chính thức của bài hát với sự tham gia thực hiện của Lil Jon, cũng được phát hành.

## Danh sách bài hát
- Đĩa CD tại châu Âu và Anh quốc[1]

1. "My Humps" – 4:10
2. "My Humps" (Lil Jon phối lại) – 3:45

- Đĩa CD maxi tại châu Âu và Anh quốc[2]

1. "My Humps" (bản album) – 4:13
2. "My Humps" (Lil Jon phối lại) – 3:46
3. "So Real" – 2:25
4. "My Humps" (video ca nhạc) – 3:54

- Tải kĩ thuật số - Lil Jon phối lại[3]

1. "My Humps" (Lil Jon phối lại) – 3:44

## Thành phần thực hiện
Thu âm
- Thu âm tại The Stewchia ở Los Feliz, California và Morning View Studios ở Malibu, California.
- Bao gồm phần tham chiếu từ "I Need a Freak", viết lời bởi David Payton (dưới bút danh Lynn Tolliver) thuộc Sugar Hill Music Publishing (BMI).

Thành phần
- Giọng chính – Fergie, will.i.am
- Giọng nền – apl.de.ap, Taboo
- Viết lời – William Adams, David Payton
- Sản xuất – will.i.am
- Kỹ sư – will.i.am, Jason "ill-aroma" Villaroman
- Phối khí – Serban Ghenea
- Lập trình, synthesizer, guitar bass – will.i.am

## Xếp hạng
| Bảng xếp hạng (2005-06)                  | Vị trí cao nhất |
| ---------------------------------------- | --------------- |
| Úc (ARIA)                                | 1               |
| Áo (Ö3 Austria Top 40)                   | 4               |
| Bỉ (Ultratop 50 Flanders)                | 3               |
| Bỉ (Ultratop 50 Wallonia)                | 5               |
| Cộng hòa Séc (Rádio Top 100)             | 7               |
| Đan Mạch (Tracklisten)                   | 5               |
| Hà Lan (Dutch Top 40)                    | 4               |
| Châu Âu (European Hot 100 Singles)       | 2               |
| Phần Lan (Suomen virallinen lista)       | 7               |
| Pháp (SNEP)                              | 11              |
| Đức (Official German Charts)             | 4               |
| Hy Lạp (IFPI)                            | 18              |
| Hungary (Rádiós Top 40)                  | 19              |
| Hungary (Dance Top 40)                   | 8               |
| Ireland (IRMA)                           | 1               |
| Ý (FIMI)                                 | 9               |
| New Zealand (Recorded Music NZ)          | 1               |
| Na Uy (VG-lista)                         | 4               |
| Rumani (Romanian Top 100)                | 7               |
| Thụy Điển (Sverigetopplistan)            | 19              |
| Thụy Sĩ (Schweizer Hitparade)            | 3               |
| Anh Quốc (OCC)                           | 3               |
| Hoa Kỳ Billboard Hot 100                 | 3               |
| Hoa Kỳ Hot R&B/Hip-Hop Songs (Billboard) | 57              |
| Hoa Kỳ Hot Rap Songs (Billboard)         | 10              |
| Hoa Kỳ Pop Airplay (Billboard)           | 4               |
| Hoa Kỳ Rhythmic (Billboard)              | 4               |

| Bảng xếp hạng (2005)                 | Vị trí |
| ------------------------------------ | ------ |
| Australia (ARIA)                     | 44     |
| Australia Urban (ARIA)               | 20     |
| Belgium (Ultratop 50 Flanders)       | 94     |
| Ireland (IRMA)                       | 14     |
| Netherlands (Dutch Top 40)           | 71     |
| Netherlands (Single Top 100)         | 55     |
| New Zealand (Recorded Music NZ)      | 38     |
| UK Singles (Official Charts Company) | 32     |
| US Billboard Hot 100                 | 32     |
| US Pop Songs (Billboard)             | 27     |
| Bảng xếp hạng (2006)                 | Vị trí |
| Australia (ARIA)                     | 36     |
| Australia Urban (ARIA)               | 10     |
| Austria (Ö3 Austria Top 40)          | 31     |
| Belgium (Ultratop 50 Flanders)       | 39     |
| Belgium (Ultratop 50 Wallonia)       | 64     |
| Denmark (Tracklisten)                | 39     |
| Europe (European Hot 100 Singles)    | 11     |
| Germany (Official German Charts)     | 30     |
| Hungary (Dance Top 40)               | 64     |
| Italy (FIMI)                         | 43     |
| Netherlands (Dutch Top 40)           | 101    |
| Romania (Romanian Top 100)           | 58     |
| Switzerland (Schweizer Hitparade)    | 29     |
| UK Singles (Official Charts Company) | 75     |
| US Billboard Hot 100                 | 42     |
| US Pop Songs (Billboard)             | 39     |

| Bảng xếp hạng (2000-09) | Vị trí |
| ----------------------- | ------ |
| US Billboard Hot 100    | 84     |

## Chứng nhận
| Quốc gia | Chứng nhận  | Số đơn vị/doanh số chứng nhận |
| --- | ----------- | ----------------------------- |
| Úc (ARIA) | Bạch kim    | 70.000^                       |
| Brasil (Pro-Música Brasil) | Bạch kim    | 80.000*                       |
| Pháp (SNEP) | —           | 62,500                        |
| Đức (BVMI) | Vàng        | 250.000‡                      |
| New Zealand (RMNZ) | Vàng        | 5.000*                        |
| Thụy Điển (GLF) | Vàng        | 10.000^                       |
| Anh Quốc (BPI) | Vàng        | 400.000‡                      |
| Hoa Kỳ (RIAA) | —           | 2,482,000                     |
| Nhạc chuông |             |                               |
| Hoa Kỳ (RIAA) Nhạc chuông | 2× Bạch kim | 2.000.000^                    |
| * Chứng nhận dựa theo doanh số tiêu thụ. ^ Chứng nhận dựa theo doanh số nhập hàng. ‡ Chứng nhận dựa theo doanh số tiêu thụ và phát trực tuyến. |             |                               |